# Youssef Abouda
Youssef Abouda est un footballeur marocain né le 20 novembre 1983. Il évolue au poste de défenseur.

## Carrière
- 2007-2010 :  Maghreb de Fès
- 2010-2011 :  FUS de Rabat
- 2011-2013 :  Wydad de Fès[1]